# Statsrådsarvodesnämnden
Statsrådsarvodesnämnden är en förvaltningsmyndighet som lyder under Sveriges riksdag. Nämnden ska fastställa det belopp som månadsvis ska betalas i arvode till statsråden och besluta om avgångsersättning till statsråd.
Riksdagsledamöternas arvode beslutas av riksdagens arvodesnämnd.

## Fastställda belopp
| Fr.o.m.    | Statsministern | Övriga statsråd |
| ---------- | -------------- | --------------- |
| 1994-01-01 | 65 000         | 55 000          |
| 1996-01-01 | 75 000         | 60 000          |
| 1997-07-01 | 80 000         | 65 000          |
| 1998-01-01 | 83 000         | 67 000          |
| 1999-07-01 | 88 000         | 71 000          |
| 2000-07-01 | 93 000         | 75 000          |
| 2001-07-01 | 97 000         | 78 000          |
| 2002-07-01 | 102 000        | 82 000          |
| 2003-07-01 | 106 000        | 85 000          |
| 2004-07-01 | 111 000        | 89 000          |
| 2005-07-01 | 116 000        | 93 000          |
| 2006-07-01 | 121 000        | 97 000          |
| 2007-07-01 | 126 000        | 101 000         |
| 2008-07-01 | 131 000        | 105 000         |
| 2009-07-01 | 135 000        | 108 000         |
| 2010-07-01 | 140 000        | 112 000         |
| 2011-07-01 | 144 000        | 115 000         |
| 2012-07-01 | 148 000        | 118 000         |
| 2013-07-01 | 152 000        | 121 000         |
| 2014-07-01 | 156 000        | 124 000         |
| 2015-07-01 | 160 000        | 127 000         |
| 2016-07-01 | 164 000        | 130 000         |
| 2017-07-01 | 168 000        | 133 000         |
| 2018-07-01 | 172 000        | 136 000         |
| 2019-07-01 | 176 000        | 139 000         |
| 2021-01-01 | 180 000        | 142 000         |
| 2022-01-01 | 184 000        | 145 000         |
| 2023-07-01 | 191 000        | 150 500         |
| 2024-07-01 | 198 000        | 156 000         |
| 2025-07-01 | 204 000        | 161 000         |